# National Instruments
National Instruments, или NI — американская компания, насчитывающая свыше 7800 сотрудников и имеющая представительства в 41 стране мира. Штаб-квартира компании расположена в г. Остин, Техас.
National Instruments является одним из мировых лидеров в технологии виртуальных приборов и в разработке и изготовлении аппаратного и программного обеспечения для систем автоматизированного тестирования.
Флагманским программным продуктом компании является среда графического инженерного программирования LabVIEW. Большой популярностью в инженерно-технической среде пользуются также: LabWindows/CVI — оболочка разработки виртуальных приборов для языка C, среда управления тестами TestStand, а также Multisim (англ.) (разработанная фирмой Electronics Workbench, ныне являющейся подразделением NI) — программа моделирования и анализа электрических и электронных схем.
Основные аппаратные платформы, выпускаемые National Instruments — это, в первую очередь, магистрально-модульная платформа для систем измерения, управления и автоматизации PXI (NI предлагает весь спектр PXI продуктов — шасси, контроллеры, функциональные модули, интерфейсы), а также компактные платформы реального времени CompactRIO. Традиционно популярны у потребителей такие семейства продуктов NI, как устройства сбора данных (data acquisition), приборные интерфейсы (instrument control), системы управления электроприводами и машинного зрения (machine vision).
Основные продукты компании:
- Среда графического программирования LabVIEW
- PXI-шасси и модульные измерительные приборы на его основе
- PXI Express шасси